# Pleuronichthys verticalis
Espèce
Statut de conservation UICN

 LC  : Préoccupation mineure
Pleuronichthys verticalis est une espèce de poissons appartenant à la famille des Pleuronectidae.